# ニコラス・マクカラン
ニコラス・マクカラン（Nicholas McCurran、1996年6月13日 - ）は、ジャパンラグビーリーグワントヨタヴェルブリッツに所属しているラグビーユニオン選手。

## プロフィール
- ニュージーランド出身[1]
- ポジションはスタンドオフ(SO)、センター (CTB)。
- 身長: 188 cm、体重: 93 kg
- 兄のブロディもラグビー選手[2](神戸S→BR東京)
- 日本代表キャップは7。（2024年11月24日現在）

## 略歴
ハミルトンボーイズ高校卒業後、2017年、帝京大学に入学。
2021年、帝京大学卒業後、東芝ブレイブルーパス (現・東芝ブレイブルーパス東京)に加入。
2022年3月5日に行われたJAPAN RUGBY LEAGUE ONE第8節横浜イーグルス戦にて途中出場でBL東京での公式戦初出場を果たす。以降、同シーズンではプレーオフトーナメント2試合を含む計10試合に出場（第13節以降は全て先発）、翌22-23シーズンは第10節を除く全15試合に出場（うち11試合は先発） とBKの中心メンバーとして定着した。
2023年5月、2023ラグビーワールドカップフランス大会に向けた日本代表に初選出された がワールドカップでの登録メンバー入りはならなかった。同年8月、バーバリアンズのメンバーに選出された。
2024年7月、トヨタヴェルブリッツに加入。
2024年6月、日本代表に再度召集されると同年8月25日アサヒスーパードライ パシフィックネーションズカップ 2024対カナダ代表戦にて先発出場し代表初キャップを獲得した。